# 東岡山站
東岡山站（日语：／ Higashi-Okayama eki */?）是位於岡山縣岡山市中區土田，西日本旅客鐵道（JR西日本）的車站。

## 概要
在車站內範圍中，1號月台東邊約6分之1是位於岡山市東區宍甘，2、3、4號月台西邊約4分之1是位於岡山市中區長岡。
此站是山陽本線的所屬線，也設有赤穗線，共2路線使用此站。赤穗線以此為終點站，但實際上現時所有赤穗線列車均經山陽本線直通至岡山站或以西區間。但是，由於進行岡山駅改善工程，部分時期設有於此站為終點站的列車，也有山陽本線與赤穂線列車在此站進行分離與結併。

## 歷史
- 1891年（明治24年）3月18日 - 山陽鐵道三石站至岡山站之間開通，此站啟用，當時名為長岡站。為旅客、貨運車站。
  - 當時車站位於岡山縣上道郡財田村（日语：財田町 (岡山県)）土田（部分位於岡山縣上道郡財田村長岡與岡山縣上道郡古都村（日语：古都村）宍甘）。
- 1902年（明治35年）12月18日 - 開始接受公眾電報服務[2]
- 1906年（明治39年）
  - 1月1日 - 車站改名為西大寺站[3]。
  - 12月1日 - 山陽鐵道國有化（日语：鉄道国有法），成為官設鐵道車站。
- 1909年（明治42年）10月12日 - 制定路線名稱。成為山陽本線車站。
- 1950年（昭和25年）10月1日 - 財田村實施町制，成為財田町（日语：財田町 (岡山県)），車站位於岡山縣上道郡財田町土田（部分位於岡山縣上道郡財田町長岡與岡山縣上道郡古都村宍甘）。
- 1953年（昭和28年）2月1日 - 隨著西大寺市（日语：西大寺 (旧市域)）成立，車站位於岡山縣上道郡財田町土田（部分位於岡山縣上道郡財田町長岡與岡山縣西大寺市宍甘）。
- 1954年（昭和29年）4月1日 - 隨著財田町編入岡山市，車站位於岡山縣岡山市土田（部分位於岡山縣岡山市長岡與岡山縣西大寺市宍甘）。
- 1961年（昭和36年）3月20日 - 車站改名為東岡山站。
- 1962年（昭和37年）9月1日 - 赤穗線此站至伊部站之間開通，全線開通。此站成為轉乘站。
- 1969年（昭和44年）2月18日 - 隨著西大寺市編入至岡山市，車站位於岡山縣岡山市土田（部分位於岡山縣岡山市長岡與岡山縣岡山市西大寺宍甘）。
- 1972年（昭和47年）7月20日 - 由於住所地編號變更，車站位於岡山縣岡山市土田（部分位於岡山縣岡山市長岡與岡山縣岡山市宍甘）。
- 1986年（昭和61年）11月1日 - 終止貨物起卸業務。在車站以西1公里在路軌旁邊仍然設有住友水泥（現時：住友大阪水泥（日语：住友大阪セメント））東岡山服務站專用線，以運送水泥至工場。
- 1987年（昭和62年）4月1日 - 伴隨國鐵分割民營化，車站由西日本旅客鐵道（JR西日本）營運。
- 1997年（平成9年）11月2日 - 在下午9時25分，在一名男性公司職員駕駛私家車從縣道東岡山御津線（日语：岡山県道81号東岡山御津線）直行北上，與車站大樓正面相撞，部分建築物受到損毀，汽車衝撞至事務室內時才停止。當時室內有2名車站員工正在執行業務，均沒有受傷[4]。在2006年，岡山市道東岡山站前線開通，同時車站大樓前的路基升高，與縣道設有高底上的差別。
- 2007年（平成19年）
  - 6月10日 - 南出口引入可接受ICOCA的自動閘機（日语：自動改札機）。
  - 6月13日 - 北出口引入可接受ICOCA的自動閘機。
  - 9月1日 - 此站可以使用ICOCA。
- 2009年（平成21年）4月1日 - 岡山市成為政令指定都市，車站位於岡山市中區土田（部分位於岡山市中區長岡與岡山市東區宍甘）。
- 2016年（平成28年）4月24日 - 隨著引入CTC，南北閘口與月台設置了LED式列車出發資訊牌。

## 車站構造

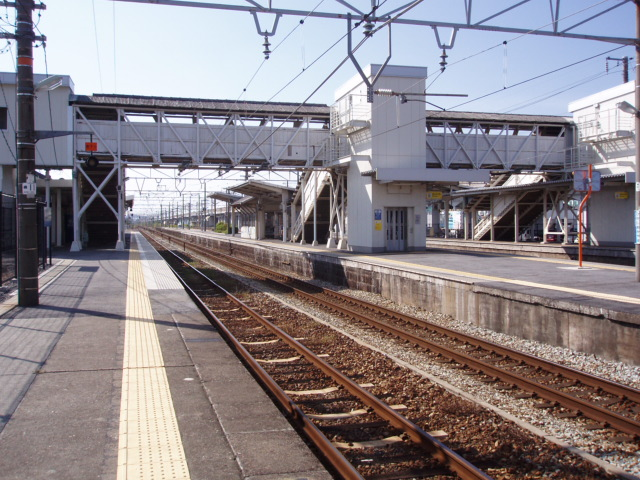
月台

車站是一座地面車站，設有3面4線的相對式月台、島式月台。各月台設有跨線橋連接。南北兩方設有閘口。南出口的車站大樓經常設有車站職員當值。北出口部分時段沒有車站職員當值。車站設有候車室。
此站為設有站長的直營車站，也是管理車站，管理山陽本線三石站至西川原站之間各站，以及赤穗線寒河站至大多羅站之間各站（即是西川原站以東，所有岡山分社內的車站）。在和氣站、西大寺站、瀨戶站為轄下的地區車站。北出口，曾經由JR西日本岡山MAINTEC委託車站業務，在2007年自動閘機引入前，尾道站北出口也是同樣委託同一間公司，直至隨後成為直營車站為止。
在2007年（平成19年）6月設置了自動閘機，隨後更可以使用ICOCA與其互相可以使用的IC卡。但是，北出口的自動閘機是簡易式自動閘機。
在2004年（平成16年）2月車站進行翻新工程時，新設了可供輪椅使用的廁所。同時各月台設置了升降機，北出口新設了斜道。

### 月台
| 月台 | 路線     | 上下行 | 方向                       | 備註                              |
| ---- | -------- | ------ | -------------------------- | --------------------------------- |
| 1    | 山陽本線 | 下行   | 岡山、倉敷、三原方向       | 包括來自 赤穗線播州赤穗方向的列車 |
| 2    | 山陽本線 | 下行   | 岡山、倉敷、三原方向       | 來自 山陽本線姬路方向的列車       |
| 3    | 赤穗線   | 上行   | 西大寺、長船、播州赤穗方向 |                                   |
| 4    | 山陽本線 | 上行   | 和氣、相生、姬路方向       |                                   |

現時單數月台是供赤穗線列車使用（包括直通至山陽本線），雙數月台是供山陽本線列車使用。
在進行岡山站改善工程時，部分上行列車會在此站進行結併與分離作業，因於上述的原則已不適用（山陽本線使用3號月台，赤穗線使用4號月台）。因此，3、4號月台直至2016年3月引入路線顏色前，站名牌是表示（上道/太多羅）。另外，3號月台可向3方向（上道/太多羅/高島方向）出發和進站，1號月台可從相生方向進站，以及向播州赤穗方向出發。實際上，在2011年2號月台故障列車停站時，1號月台可從相生方向進站。
通過列車（包括貨物列車）會使用2號月台（下行）和4號月台（上行）。

## 使用狀況
以下為近年1日平均乘車人次：
| 乘車人次轉變 | 乘車人次轉變     |
| 年度         | 1日平均 乘車人次 |
| ------------ | ---------------- |
| 1999         | 3,367            |
| 2000         | 3,310            |
| 2001         | 3,162            |
| 2002         | 3,092            |
| 2003         | 3,077            |
| 2004         | 2,979            |
| 2005         | 2,907            |
| 2006         | 2,902            |
| 2007         | 3,005            |
| 2008         | 3,111            |
| 2009         | 3,036            |
| 2010         | 3,107            |
| 2011         | 3,148            |
| 2012         | 3,178            |
| 2013         | 3,376            |
| 2014         | 3,396            |
| 2015         | 3,637            |
| 2016         | 3,754            |
| 2017         | 3,859            |

## 車站周邊
車站是位於距離岡山市中心7公里外的睡房城市。車站南邊設有迴旋路，當中設有巴士站與的士站，也有收費停車場與收費停泊單車場。車站南邊連接國道250號。車站北邊與山陽新幹線並行，北出口是在高架橋上。
車站南邊曾設有西大寺鐵道長岡（後來名為財田）站，在赤穗線啟用前，成為轉乘前往西大寺方向的車站。隨著此站於1962年（昭和37年）赤穗線開業後，西大寺鐵道廢止。遺址仍留下了西大寺鐵道路軌，直至1980年代開始在遺址上興建停車場與停泊單車場為止。
在1990年代前，車站西邊有一座有人平交道，現時為無人平交道。

### 南出口
- 岡山中央警署（日语：岡山中央警察署）東岡山站前崗亭
- 岡山長岡郵局
- 中國銀行東岡山分店
- 岡山信用金庫（日语：おかやま信用金庫）東岡山分店
- 岡山市立財田小學（日语：岡山市立財田小学校）
- 岡山縣立岡山城東高等學校（日语：岡山県立岡山城東高等学校）
- Ohayo乳業（日语：オハヨー乳業）總部工場
- 山田電機Teccland東岡山店
- Homeland Dome東岡山店
- HALOWS（日语：ハローズ）東岡山店
- 山陽Marunaka（日语：マルナカ (チェーンストア)）東岡山店
- LOVE DRUGS（日语：ラブドラッグス）東岡山店
- 住友大阪水泥（日语：住友大阪セメント）東岡山服務站
- 國道250號
- 岡山縣道83號飯井宿線（日语：岡山県道83号飯井宿線）
- 岡山縣道383號九蟠東岡山停車場線（日语：岡山県道383号九蟠東岡山停車場線）

### 北出口
- 岡山縣立東岡山工業高等學校（日语：岡山県立東岡山工業高等学校）
- 岡山縣立岡山聾學校（日语：岡山県立岡山聾学校）
- 岡山縣立岡山東支援學校
- 岡山駕駛學校（日语：岡山自動車教習所）
- 岡山縣道81號東岡山御津線（日语：岡山県道81号東岡山御津線）
- 岡山縣道384號今在家東岡山停車場線（日语：岡山県道384号今在家東岡山停車場線）
- 岡山四御神郵局
- 環太平洋大學（日语：環太平洋大学）岡山第2校園（車站北邊設有專用上學巴士站）

## 巴士路線
- 宇野巴士（日语：宇野自動車） 「東岡山站前」巴士站（站北邊）
  - 往東岡山
  - 經雄町、新屋敷團地、新中島竹田橋、中區公所前，前往岡山站前、表町巴士中心（日语：表町バスセンター）
- 宇野巴士 「長岡、站前」巴士站（站南邊）
  - 經兼基、二本松、表町巴士中心，前往岡山站
- 宇野巴士 「長岡」巴士站（站南邊約500米）
  - 經兼基、二本松、表町巴士中心，前往岡山站
  - 經平島（日语：ゆめタウン平島），前往瀨戶站
  - 經平島、八日市（日语：八日市 (瀬戸内市)）、伊部站前，前往片上（日语：片上）
  - 經平島，前往八日市

## 其他
- 當使用通過此站的列車中，若來往山陽新幹線新大阪站方向、山陽本線姬路站、上郡站方向至赤穗線西大寺站方向之間乘車。這情況下可適用分支站通過特例，不需計算東岡山站至岡山站之間來回車費。在特例中，不包括於高島站、西川原站或岡山站中途下車的情況。

## 相鄰車站
西日本旅客鐵道
 山陽本線
上道－東岡山－高島
 赤穗線（東岡山站至岡山站之間為山陽本線）
大多羅－東岡山－高島

## 注腳、參考資料
1. ↑  『停車場変遷大事典 国鉄・JR編』JTB 1998年
2. ↑  官報1902年12月13日號
3. ↑  「停車場改称」『官報』1905年12月16日（國立國會圖書館數碼化收藏資料）
4. ↑  「駅事務所に乗用車突っ込む、けがなし　JR東岡山/岡山」『朝日新聞』岡山地方版1997年11月4日，朝日新聞大阪總部
5. ↑  1號月台曾經設有「赤穗線」資訊，在引入路線編號後統一使用「山陽本線」。
6. ↑  . 岡山縣.   [2019年3月24日]. （原始内容存档于2019年3月24日）.

## 外部連結
- 東岡山｜車站資訊：JR出門網 - 西日本旅客鐵道